# Metrichia amplitudinis
Metrichia amplitudinis is een schietmot uit de familie Hydroptilidae. De soort komt voor in het Neotropisch gebied.